# Leucopogon gracillimus
Leucopogon gracillimus är en ljungväxtart som beskrevs av Dc. Leucopogon gracillimus ingår i släktet Leucopogon och familjen ljungväxter. Inga underarter finns listade i Catalogue of Life.